# Manoir de Rocheblond
Le manoir de Rocheblond est situé sur la commune de Chalais, en France.

## Localisation
Le manoir est situé sur la commune de Chalais au lieu-dit
Rocheblond, située dans le département de l'Indre, en région Centre-Val de Loire.

## Description
Le manoir de Rocheblond date du XVe siècle. Il est bâti sur un affleurement rocheux au-dessus de la rivière Anglin. Il s'agit d'un bâtiment quadrangulaire à quatre étages dont les angles sont cantonnés de contreforts circulaires. Les faces ouest et est présentent chacune une tour semi-circulaire abritant un escalier à vis.
La majorité des ouvertures d'origine ont des linteaux et même parfois des encadrements entiers chanfreinés en creux. Une porte au rez-de-chaussée a un linteau en accolade qui est un réemploi. Une fenêtre à meneaux est également visible sur la façade nord-ouest. Certaines ouvertures ont aussi été percées au XIXe siècle avec encadrement en grès taillé et au XXe siècle (encadrement béton). Les deux premiers niveaux ont été assez transformés, par contre les autres ont conservé certaines caractéristiques de l'époque de construction : cheminées, coussièges, petites ouvertures, porte avec clous et serrure en bois, volet intérieur avec vantaux. Deux peintures murales sont encore visibles : l'une représente deux personnages nobles et l'autre sainte Catherine d'Alexandrie avec ses attributs (roue et couronne). Cette dernière se trouve peut-être dans ce qui a été la chapelle. Les combles sont séparés par un mur de refend percé d'une porte à encadrement chanfreiné et corbeaux saillants arrondis.

## Historique
Le site de Rocheblond qui commande la rivière Anglin est mentionnée dès le XIIe siècle. Il s'agissait d'un fief relevant de Château-Guillaume, en 1239, Audebert III de la Trémoille se dit seigneur de Château-Guillaume et de Rocheblond.
En 1629, une partie de la seigneurie est aux mains de la famille de Jean Autor et en 1677, elle est adjugée par décret à Gabriel Lecoigneux, second marquis de Bélâbre.
En 1685, l'autre partie est détenue par les Loube de la Gastevine, une famille protestante. En émigrant ceux-ci permirent à Gabriel Lecoigneux de réunir la seigneurie.
Le manoir est recensé à l'inventaire général du patrimoine culturel.